# Шапагатов, Саин Надирович
Саи́н Нади́рович Шапага́тов (каз. Саиын Надірұлы Шапағатов; 4 января 1940, с. Тельман — 1 декабря 1991, Актау) — казахский общественный деятель, политик, инженер. Основатель и лидер общественно-политического демократического движения (ОПДД) «Парасат». Под его руководством открылись первая казахская школа и детский сад, городу Шевченко было возвращено первоначальное название Актау, а Мангышлакская область была переименована в Мангистаускую. Он также внёс значительный вклад в освоение и развитие нефтяных и газовых месторождений в Мангистауской области.

## Биография
Родился в 1940 году в семье интеллигенции в селе Тельман Тупкараганского района Мангистауской области Казахстана, ныне переименованный в Село Саина Шапагатова или «Саин Аул». Происходит из подрода Байбише рода Жеменей племени Адай Младшего Жуза. Отец — учитель Надир Нургалиев, известный тем, что под его руководством в селе была построена школа.
Школу окончил в 1957 году в Гурьеве (ныне Атырау). Учился на «отлично», принимал активное участие в общественной жизни. В 1962 году окончил Казахский горно-металлургический институт. С 1962 по 1965 годы работал горным мастером рудника ПГМК (Прикаспийский горно-металлургический комбинат). Саин Надирович был одним из первых инженеров-казахов в системе машиностроения СССР. В 1965 году был избран вторым секретарём Шевченковского горкома Комсомола, где также вёл активную работу с молодёжью, призывая на комсомольскую стройку по возведению города и подъёму экономики края.
В ноябре 1965 года перешёл работать оператором, мастером и ИТР по добыче нефти в НГДУ Жетыбай, а потом в Узеньнефть. Без отрыва от производства, Саин Надирович в 1969 году заочно окончил Московский Институт Нефтехимической и Газовой промышленности им. Губкина, сдав дипломную работу на «отлично».

## Общественно-политическая деятельность
С 1971 по 1977 годы заведовал промышленным отделом Ново-Узеньского райкома партии, был инструктором промышленного отдела Шевченковского обкома партии, секретарём партийной организации объединения «Мангышлакнефть», председателем обкома профсоюза рабочих нефтяной и газовой промышленности, а также начальником первого отдела производственного объединения «Мангышлакнефть». Занимался общественной работой — являлся заместителем начальника штаба ЦК ВЛКСМ по ударной стройке железной дороги Макат — Шевченко и по освоению нефтяных и газовых месторождений Мангышлака. Саин Надирович был одним из организаторов фестиваля «Каспий — Море Дружбы», организатором праздников «Масленица» и «Наурыз — Мейрам».
1 июля 1989 года после событий в Новом Узене (1989) и принятия закона «Об общественных организациях», одним из первых зарегистрированных в Казахстане объединений стало общественно-политическое демократическое движение «Парасат», основателем которого являлся Саин Шапагатов. ОПДД «Парасат» поднимало актуальные вопросы общества и выходило с предложениями к руководству республики и СССР с целью восстановления справедливости на основе принципов демократии, гласности и самоуправления.
ОПДД «Парасат» под руководством Саина Шапагатова объединял представителей всех национальностей, которые принимали устав и программу движения. В задачи движения входили вопросы улучшения положения социально незащищённых слоёв населения, вопросы обеспечения жильём, проблемы трудоустройства местных кадров, воспитание и обучения молодёжи, возрождение национальных культур, традиций и ремёсел, сохранение экологии края, предотвращения межнациональных конфликтов и развитие дружбы и согласия между народами Казахстана. В 1992 году на провозглашённых ОПДД «Парасат» принципах толерантности и единства возникло общественное объединение «Народное согласие» под руководством Жаздырхана Сейдалиева, которое стало предвестником создания Ассамблеи народа Казахстана.
По его инициативе были проведены айтысы, конкурсы «Жігіт султаны», «Әжелер сайысы». Несмотря на запрет, в 1989 году 14 марта впервые в Мангистау отпраздновали Амал. В 1991 году было организовано торжество в честь юбилея Кашагана Куржиманулы. Всё это было началом возрождения национальной культуры Казахстана.
Активисты ОПДД «Парасат» под руководством Саина Шапагатова добились возвращения исторических названий и открытия школ и детских садов на государственном языке. Мангышлакская область, расформированная в 1988 году, была вновь создана в 1990 году под историческим именем Мангистау. Городу Шевченко было возвращено историческое название Актау. Появились первая казахская школа № 21 и детский сад № 59.
ОПДД «Парасат» сотрудничало и поддерживало такие движения как «Невада — Семипалатинск» и гражданское движение «Азат».
С 1990 по 1991 годы Саин Шапагатов являлся депутатом Мангистауского областного Совета народных депутатов.
Умер 1 декабря 1991 года.

## Память
Его именем названы село в Тупкараганском районе, детский сад № 59 в городе Актау, школа-гимназия в этом же селе. О нём написаны книги:
- «Кто ты, товарищ?», автор Алпамыс Бектурганов;
- «Поклонись земле родной», автор Алпамыс Бектурганов.